# Greenwich
|  | Per a altres significats, vegeu «Greenwich (desambiguació)». |

Greenwich és un barri del districte de Greenwich de Londres, Anglaterra (Regne Unit). Situat al sud de la riba del riu Tàmesi. És conegut per la seva història marítima i per donar-li el nom al meridià de Greenwich (0° de longitud) i al GMT (Greenwich Mean Time).
La població de Greenwich va esdevenir seu del Reial palau de Placentia del segle xv, i va ser el lloc de naixement de molts a la Casa de Tudor, incloent Enric VIII i Elisabet I d'Anglaterra. Actualment està obert al públic i alguns edificis els utilitza la Universitat de Greenwich i la Trinity College of Music.
La població va esdevenir un centre turístic amb grans cases. Greenwich formava part de Kent fins que el 1889 es va crear el comtat de Londres.

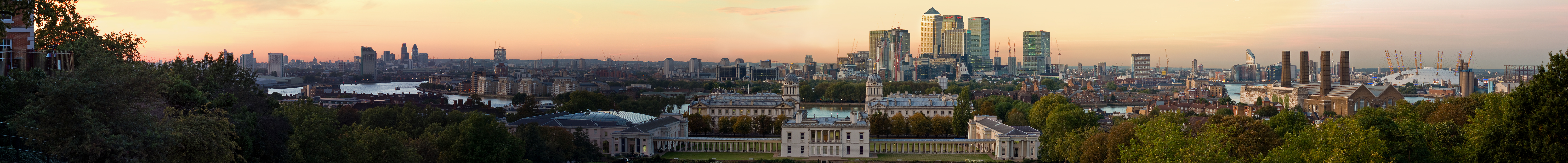
Vistes del barri des del Parc de Greenwich

Entre els atractius turístics de Greenwich, a més de l'Old Royal Naval College, el Museu Marítim Nacional la Queen's House, obra de l'arquitecte Inigo Jones,i l'Observatori Reial, hi sobresurt també el vaixell Cutty Sark
Es notable així mateix l'església anglicana dedicada a Sant Alfege, construïda entre 1712 i 1714 segons projecte de l'arquitecte Nicholas Hawksmoor.
Des de l'any 1997 l'àrea històrica de Greenwich figura inscrita a la Llista de Patrimoni Mundial de la UNESCO

## Fills il·lustres
- En aquest barri va néixer l'organista i compositora Elisabeth Stirling (1819-1895).
- Glen Johnson
- Jerome Lanier